# Santaella
Santaella er en by og kommune i det sydlige Spanien i provinsen Córdoba. Den har et indbyggertal på 4.655 (2024) indbyggere.